# Новомехельта
Новомехельта (до 1958 Ярмаркин, устар. чечен. Кочкар-Юрт)— село в Новолакском районе Республики Дагестан. Административный центр сельского поселения Новомехельтинский сельсовет.

## География
Село расположено в 16 км к северо-востоку от районного центра — Новолакское, у западной окраины города Хасавюрт, на правом берегу реки Ямансу.

## История
Во время Кавказских войн на месте села находилось чеченское село Кочкар-Юрт. Село Ярмаркино было образовано путём слияния и сселения трёх хуторов, располагавшихся по побережью реки Ямансу — Ярмаркин 1-й, Ярмаркин 2-й и Ярмаркин 3-й. Хутора были основаны русскими переселенцами в начале XX века. В годы гражданской войны из-за частых разорительных набегов со стороны горцев хутора были покинуты.
В 1944 г. чеченцы из села были выселены, во время депортации в Казахстан.
В 1954 году на место Ярмаркина были поселены переселенцы из села Ново-Мехельта(Булгат-Ирзу) Андалалского района, куда раннее они были переселены после депортации чеченцев. В 1958 году указом Президиума Верховного Совета РСФСР населенный пункт Ярмаркин № 2 был переименован в село Ново-Мехельта.

## Население
| 1970  | 1989  | 2002  | 2010  | 2021  | 2023  | 2024  |
| ----- | ----- | ----- | ----- | ----- | ----- | ----- |
| 585   | ↗1278 | ↗1702 | ↗2608 | ↗3162 | ↗3182 | ↗3211 |
| 2025  |       |       |       |       |       |       |
| ↗3238 |       |       |       |       |       |       |

Национальный состав
По данным Всероссийской переписи населения 2002 года: аварцы — 87 %.
По данным Всероссийской переписи населения 2010 года:
| № | Национальность | Численность, чел. | Доля   |
| - | -------------- | ----------------- | ------ |
| 1 | аварцы         | 2 211             | 84,8 % |
| 2 | чеченцы        | 272               | 10,4 % |
| 3 | лакцы          | 89                | 3,4 %  |
| 4 | другие         | 36                | 1,4 %  |